# Il tassinaro
Il tassinaro è un film italiano del 1983 diretto e interpretato da Alberto Sordi.

## Trama
Pietro Marchetti, un maturo tassista romano, percorre la Capitale in lungo e in largo  con la sua vettura, una Fiat Ritmo seconda serie con identificativo radio "Zara 87", avendo incontri ora bizzarri ora interessanti con i suoi clienti. Si va da una ragazza con intento suicida a un portinaio che gli affida un neonato da recapitare a sua madre prostituta sul posto di lavoro. Seguono un'improbabile coppia di sposi; una matura ex diva come Silvana Pampanini che egli ferisce scambiandola per Sylva Koscina, fino al politico Giulio Andreotti e al regista Federico Fellini, tutti interpretati dai medesimi. Quest'ultimo, davanti allo sguardo divertito di Marchetti, incontra l'attore Alberto Sordi negli Studi di Cinecittà.

## Produzione
L'abitazione della famiglia Marchetti, simile a degli scorci trasteverini del dopoguerra, è nell'antico borgo di Ostia Antica in piazza della Rocca. 
Esterni girati a Roma nei luoghi menzionati nel film. La piazza dove l'anziano portinaio consegna il neonato si trova nei pressi della fermata Metro A Subaugusta, vicino agli studi di Cinecittà. La scena dell'incontro con l'emiro è la Sala Ellisse del Cavalieri Hilton in via Cadlolo 101, al quartiere Medaglie d'Oro. Gli interni sono girati nei teatri di posa di Cinecittà, tra i quali numerose scene nella vettura di servizio, utilizzando la tecnica di uno schermo retrostante cui sono proiettati scorci urbani, spesso sproporzionati con il soggetto, e conosciuta come trasparente.

## Distribuzione
Il film uscì nelle sale cinematografiche italiane il 22 dicembre 1983. Una versione estesa fu trasmessa su Rai 1 in 4 serate nel 1987 e in 2 serate nel 1988.

## Accoglienza

### Incassi
Il film è stato l'ottavo maggiore incasso nella stagione cinematografica italiana 1983-84 con oltre 8 miliardi di lire.

### Critica
- Giovanni Grazzini - Cinema '83:

«In tutto fedele all'immagine tradizionale del Sordi benpensante, pio e cuorcontento, che sa prendersi in giro con cautela e mettere a frutto l'amicizia dei potenti, Alberto Sordi è ancora una volta di una spontaneità ammirevole nel far coincidere il protagonista con l'interprete».
- Paolo Mereghetti - Il Mereghetti. Dizionario dei film (2002):

«Ritratto di una città e dei suoi abitanti visti attraverso lo specchietto retrovisore di un tassista: personaggi insignificanti e clienti famosi, ammiccamenti maliziosi e imprecazioni romanesche che servono solo a spiegare la filosofia qualunquista di un grandissimo attore che è però un piccolissimo regista».

## Sequel
Al film fa seguito il sequel Un tassinaro a New York del 1987, diretto e interpretato dallo stesso Sordi.